# Dzmitry Zavadski
Dzmitry Zavadski (Дзмітрый Аляксандравіч Завадскі, Дмитрий Александрович Завадский; 28 août 1972 - 7 juillet 2000) est un journaliste biélorusse qui a disparu et a probablement été assassiné en 2000. De 1994 à 1997, il a été le cameraman personnel du président biélorusse Alexandre Loukachenko. Il est déclaré mort le 28 novembre 2003.
En septembre 2004, l'Union européenne et les États-Unis interdisent d'entrée sur leur territoire quatre personnalités politiques biélorusses, le ministre de l'Intérieur Vladimir Naoumov (en), le procureur général Viktar Scheimann, le ministre des Sports Iouri Sivakov (ru) et le colonel Dmitri Pavlitchenko (en), soupçonnés d'être impliqués dans la disparition de Zavadski, ainsi que de celles de Viktar Hantchar, Anatol Krassowski (be) et Ioury Zakharanka.